# ایفانیرئا
ایفانیرئا (به لاتین: Ifanirea) یک منطقهٔ مسکونی در ماداگاسکار است که در ایکونگو واقع شده‌است. ایفانیرئا ۱۹٬۰۰۰ نفر جمعیت دارد و ۸۵ متر بالاتر از سطح دریا واقع شده‌است.